# 普里吉语
普里吉语是巴尔蒂语的南部方言。巴尔蒂语是藏语支语言，分布在巴基斯坦吉尔吉特-巴尔蒂斯坦省巴尔蒂斯坦卡尔吉尔县。
他们中大多数都是什叶派，也有努尔巴合什叶派和逊尼派；少数佛教和苯教教徒生活在Fokar河谷、Mulbekh、Wakha等地。和巴尔蒂语一样，他们说一种和巴尔蒂语和拉达克语关系密切的古藏语方言。普里吉语和巴尔蒂语关系更近，所以普里吉语和巴尔蒂语究竟是并列还是隶属存在争议。:7–56